# النادي الأهلي للكرة الطائرة (مصر)
«النادي الأهلي للكرة الطائرة» هو أحد أقسام النادي الأهلي الذي يمثل النادي في المسابقات المحلية والدولية للكرة الطائرة، تأسس فرع الكرة الطائرة بالأهلي في عام 1932 م. ويلعب فريق الأهلي للكرة الطائرة في الدوري المصري للكرة الطائرة دون انقطاع منذ عام 1957 م، كما يشارك الفريق في بطولة الأندية الأفريقية منذ عام 1980 م وتمّكن من تحقيق اللقب 16 مرة.
شارك النادي الأهلي في بطولة العالم للكرة الطائرة للكرة الطائرة للرجال أربع مرات في أعوام 2010 – 2011 – 2015 - 2024 وتأهل الفريق أيضًا في عام 2003 لكن الاتحاد الدولي للكرة الطائرة ألغى البطولة للصعوبات المالية. ويعتبر الأهلي هو الفريق المصري الوحيد الذي حقق أربعة ألقاب في نفس الموسم، والفريق الأفريقي الوحيد الذي فاز بكأس أبطال الكؤوس وكأس الأبطال في نفس الموسم.
في عام 1981 م، استطاع الأهلي أن يفوز بالبطولة الإفروأوربية للكرة الطائرة التي أقيمت في هولندا.
يعتبر النادي الأهلي هو النادي الأكثر فوزًا بالبطولات القارية للكرة الطائرة في العالم ب22 لقب متفوقًا علي أشهر الأندية الروسية والإيطالية. ولديه رقمًا قياسيًّا رائعًا حيث استطاع تحقيق 56 فوزًا على التوالي دون أي هزيمة خلال الفترة من 20 نوفمبر 2009 وحتى 16 ديسمبر 2010.

## بطولات وإنجازات الفريق

### البطولات الرسمية

#### محلية
- الدوري المصري للكرة الطائرة (35 مرة) : (رقم قياسي) 1966–67، 1967–68، 1975–76، 1976–77، 1977–78، 1979–80، 1980–81، 1981–82، 1982–83، 1983–84، 1984–85، 1986–87، 1989–90، 1993–94، 1994–95، 1995–96، 1998–99، 1999–2000، 2001–02، 2002–03، 2003–04، 2005–06، 2006–07، 2008–09، 2009–10، 2010–11، 2012–13، 2013–14، 2017–18، 2018–19، 2019- 2020 ، 2020-2021 ، 2023-2024,2024-2025
- كأس مصر للكرة الطائرة (22 مرة) : (رقم قياسي): 1976–77، 1979–80، 1981–82، 1986–87، 1987–88، 1989–90، 1995–96، 1998–99، 2001–02، 2002–03، 2003–04، 2004–05، 2005–06، 2006–07، 2007–08، 2009–10، 2010–11، 2012–13، 2013–14، 2017–18، 2018–19، 2019–20 ، 2023 -24
- كأس السوبر المصرى ( 3 مرة )  : ( رقم قياسى ) : 2023 ، 2024 ، 2025

#### قارية
- بطولة الأندية الأفريقية لكرة الطائرة (16 مرة) : ( رقم قياسي ) : 1980، 1983، 1995، 1996، 1997، 2003، 2004، 2006، 2010، 2011، 2015، 2017، 2018، 2019، 2022 ،2024
- المركز الثاني (5) مرات: 1984، 1987، 2008، 2009، 2014
- البطولة الأفريقية للأندية أبطال الكئوس للكرة الطائرة : (6 مرات) رقم قياسي : 1990، 1991، 1995، 1996، 1997، 2000
- المركز الثاني (مرة واحدة): 2001

### إقليمية
- البطولة العربية للأندية البطلة (8 مرات): : 1987، 2001، 2002، 2004، 2006، 2010، 2020., 2023
- المركز الثاني (مرتين): 1996، 2009
- اجمالى البطولات : ( 88 بطولة )

### بطولات أخرى

#### إقليمية
- البطولة الإفروأوروبية للكرة الطائرة (مرة واحدة) : 1981

## التاريخ

### من التأسيس حتى منتصف الخمسينات
دخلت لعبة الكرة الطائرة للنادي الأهلي في عام 1932 م وخلال هذه الفترة لم تكن للكرة الطائرة تلك الشعبية الكبيرة ولم يكن هناك عدد كبير من الأندية يمارس اللعبة ولذلك يعتبر الأهلي من أوائل الأندية التي أدخلت الكرة الطائرة إلى مصر وساهمت في صنع شعبية اللعبة.
فكرة الطائرة دخلت إلى مصر عن طريق الجاليات الأجنبية خصوصًا جاليات البحر المتوسط كإيطاليا واليونان وكان أول الأندية التي مارست اللعبة هو نادي الشبان المسحيين في مطلع العشرينات من القرن الماضي

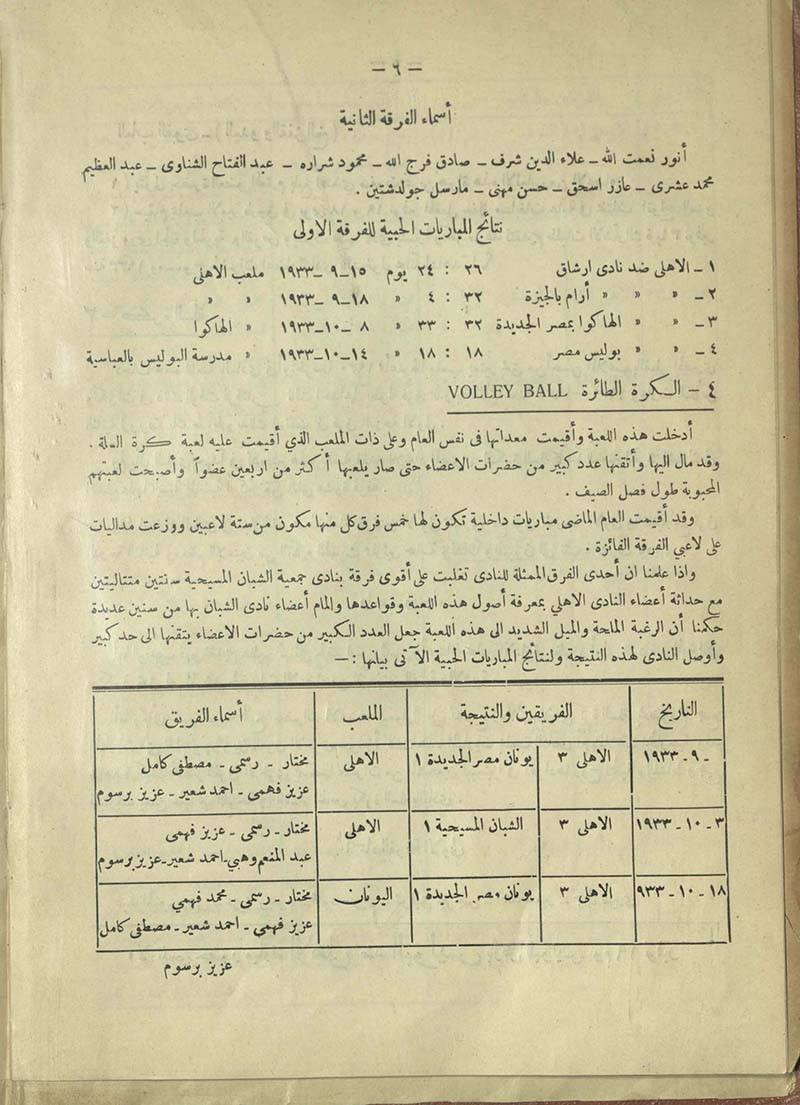
أولى المباريات التي خاضها الفريق الأول للكرة الطائرة في عام 1933 م

في عام 1933 م، وبعد أن ثبتت جذور اللعبة في النادي الأهلي، بدأ المارد الأحمر في خوض المباريات الودية وكانت أول مباراة ودية أمام فريق يونان مصر الجديدة في 1 سبتمبر 1933 م وانتهت بفوز الأهلي بثلاثة أشواط مقابل شوط واحد في ملعب الأهلي، وكان يمثل الأهلي في هذه المباراة كل من عزيز فهمي وأحمد شعير وعزيز برسوم ومصطفي كامل ورسمي ومختار.
أما ثاني المباريات كانت أمام جمعية الشباب المسحيين في الثالث من أكتوبر 1933 م وانتهت بفوز الأهلي بثلاثة أشواط مقابل شوط ومثل الأهلي في هذه المباراة عزيز فهمي وأحمد شعير وعزيز برسوم ومصطفي كامل ورسمي ومختار، وكانت المباراة في ملعب الأهلي.
أما المباراة الثالثة كانت في 18 أكتوبر 1933 م أمام يونان مصر الجديدة ولكن هذه المرة في ملعبهم وحقق الأهلي الفوز أيضًا 3–1، وكان يمثل الأهلي في هذه المباراة كل من عزيز فهمي وأحمد شعير وعزيز برسوم ومصطفي كامل ورسمي ومختار ومحمد فهمي.
في عام 1947 ساهم الاتحاد المصري – وكان اتحاد مشترك لإدارة كرة السلة والكرة الطائرة معًا – في تأسيس الاتحاد الدولي للكرة الطائرة عام 1947 م.
وفي عام 1949 كان الأهلي بالإضافة لـ13 نادٍ آخر قاموا بتشكيل أول جمعية عمومية للاتحاد المصري للكرة الطائرة الذي استقل عن اتحاد كرة السلة وأصبح اتحادًا منفصلًا لإدارة اللعبة.

### من منتصف الخمسينات حتى منتصف السبعينات
في منتصف الخمسينات بدأت مسابقة الدوري المصري للكرة الطائرة وكان فريق الأهلي في ذلك الوقت بقيادة الكابتن أيمن سميح وذلك عام 1955 م، وكان الفريق يشمل اللاعبين: سيد مصطفى (كابتن الفريق)، سامي السباعي، يوسف مصطفى، زكريا مرجان، عبد الخالق وهبة، ماجد مندور.
ويعتبر موسم 1966–67 موسمًا مميزًا؛ حيث استطاع النادي الأهلي الفوز بأول بطولة للدوري العام للنادي الأهلي، وكان يضم الفريق مجموعة مميزة من اللاعبين، واستطاعوا أن يحفروا أسمائهم منهم: عمرو علواني، عبد الخالق وهبة، عدلي مصطفى، عبد الرحمن الوكيل، فؤاد عبد السلام، نبيه صلاح، أيمن غزلان، عادل عبد المقصود، توفيق شهاب، محمد الشريف، نزار الزين، عيد عبد الملاك. وكان مدير الفريق هو سيد مصطفى (لاعب الأهلي السابق)، ومدرب الفريق هو الكابتن عبد اللطيف إبراهيم.

### من متصف السبعينات حتى منتصف الثماننيات

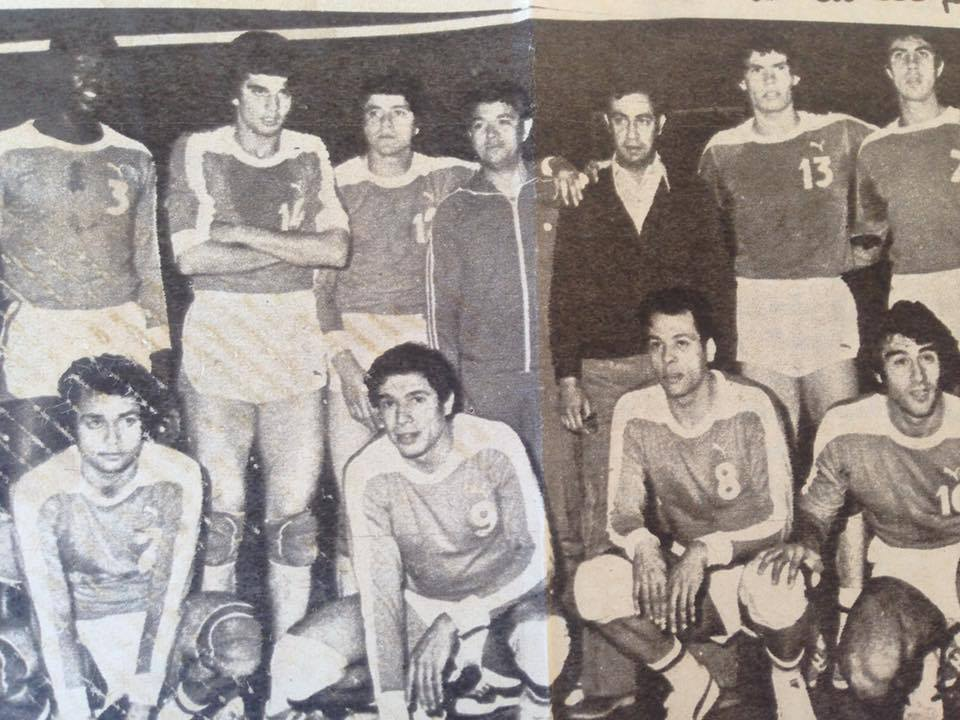
الفريق الأول للنادي الأهلي في السبعينات

تعتبر هذه الفترة هي البداية الحقيقية لطائرة المارد الأحمر؛ حيث بدأت باكتساح الأخضر واليابس في هذه المرحلة حيث حصد الأهلي في هذه المرحلة الدوري المصري 9 مرات ولم يفرط في اللقب إلا مرة وحيدة فقط بالإضافة للقبي كأس مصر بالإضافة للحصول على بطولة أفريقيا للأندية مرتين عامي 1980 م و1983 م، وكان النهائي في المرتين ضد الزمالك المصري.
وفي عام 1981 م، حصل الأهلي على بطولة الإفروأوروبية والتي كانت تجمع أندية من أوروبا بالتحديد من فرنسا وهولندا بالإضافة للنادي الأهلي، وأقيمت في هولندا، وفاز بها النادي الأهلي لتنتقل سيطرته ليس فقط من مصر وأفريقيا ولكن لأوروبا أيضًا.
كان أبرز لاعبي الاهلي في هذه الحقبة نور عطية، عبدالرحمن الوكيل ، محمود فرج، إبراهيم فخر الدين، رينج لوال، إيهاب فخر الدين، أحمد زكريا، شعبان خليفة، محمد شعراوي، جمعة عبد الحميد، طارق فريد، ممدوح إسماعيل، وجيه حمدي، أيمن فخر الدين، رضا الغزالي، أحمد الشموتي، خالد الشموتي.
المدير الفني الكابتن توفيق شهاب وتلاه إيهاب فخر الدين كمدربًا للفريق.

### من منتصف الثمانينات حتى نهاية القرن
شهدت هذه المرحلة بعض الترنح للكوماندوز الأهلاوي بسبب كبر سن جيل السبعينات واعتزال أغلبهم بالإضافة إلى بعض المشاكل التي صاحبت عهد رئيس الأهلي عبده صالح الوحش (1988–1992) وشهدت هذه المرحلة رحيل عدد كبير من لاعبي الأهلي بعد خلاف مع الإدارة
ورغم ذلك فحتى عام 1993 م كان الأهلي قد حصد في هذه المرحلة بطولة الدوري 3 مرات وكأس مصر 3 مرات، بالإضافة للبطولة العربية للأندية مرة واحدة في عام 1987 م، وأيضًا بطولتين أفريقيا للأندية أبطال الكئوس عامي 1990 بمصر في صالة نادي الزمالك و1991 م بالجزائر، وفاز الأهلي في البطولتين على الزمالك في النهائي.
ولكن بداية من عام 1994 م، عادت السطوة الأهلاوية ولم تكتفِ باعتلاء عرش مصر فقط بل اعتلت عرش أفريقيا حيث في هذه الفترة حصد الأهلي لقب الدوري في 3 مناسبات متتالية بالإضافة لـ3 ألقاب متتالية لبطولة أفريقيا للأندية أبطال الدوري و3 ألقاب متتالية لبطولة أفريقيا للأندية أبطال الكئوس وهو لم ينجح أي فريق أفريقي في الاقتراب من هذا الإنجاز التاريخي حتى الآن.
وكان موسم 1995–96 الأميز على الإطلاق؛ حيث حقق الأهلي الرباعية لأول مرة في تاريخه حيث جمع في نفس الموسم لقب الدوري المصري وكأس مصر وبطولة أفريقيا للأندية أبطال الدوري وبطولة أفريقيا للأندية أبطال الكئوس، بالإضافة لحصوله على فضية البطولة العربية بعد الخسارة أمام الأهلي السعودي.
وأنهى الأهلي القرن العشرين بإضافة لقبي دوري آخرين ولقبي كأس مصر، بالإضافة للقب آخر لإفريقيا للأندية أبطال الكئوس في الأراضي الإثيوبية وكالعادة في النهائي على حساب الزمالك في عام 2000 م.
لتكون الحصلية في الفترة من 1995 حتى 2000 م: (5) دوري – (2) كأس مصر – (3) بطولات أفريقيا للأندية أبطال الدوري – (4) بطولات أفريقيا للأندية أبطال الكئوس.
جدير بالذكر أن مسابقة كأس مصر لم تكن تقام بانتظام بسبب إلغائها في أكثر من مناسبة؛ لإتاحة مزيد من الوقت لمنتخب مصر.
وكان أبرز نجوم هذه الحقبة: عماد فاروق، هشام عبد الرازق، ماجد مصطفى، خالد عباس، هاني مصيلحي، حمدي الصافي، محمد مصيلحي، محمد عبد الكريم، محمود جمعة، سامح علي كامل، أيمن رشدي، هشام صلاح، هشام صالح، ياسين أمين، محمد عبد الرحمن، وائل العايدي.

### من بداية الألفية حتى الوقت الحالي
بدأت تلك الحقبة بقليل من الترنح حيث خسر الأهلي الدوري الأول في هذه الحقبة بالإضافة لانسحابه من كأس مصر مرتين متتاليتين؛ بسبب وجود 7 لاعبين من الأهلي بالإضافة لمدرب الفريق مع المنتخب، بالإضافة للخسارة من النجم الساحلي في نهائي بطولة أفريقيا للأندية أبطال الكئوس في 2001 م في القاهرة. ولكن سرعان ما استعاد الأهلي قوته وعاد قويًّا ليسطر تاريخًا جديدًا من السيطرة والهيمنة على مصر وأفريقيا والشرق الأوسط.
بدأ النادي الأهلي الحقبة بالفوز ببطولة الدوري (3) مرات، ثم بطولة كأس مصر (3) مرات أيضًا، بالإضافة للبطولة العربية مرتين متتاليتين، ودوري أبطال أفريقيا مرتين كلاهما على حساب الأوليمبي القليبي إحداهما في مصر والأخرى في الجزائر.
وشهد موسم 2002–03 تتويج الأهلي بالرباعية التاريخية حيث في نفس الموسم جمع بين الدوري وكأس مصر وبطولة أفريقيا للأندية والبطولة العربية.
وبعدها عاد الأهلي مرة أخرى في موسم 2005–06 ليحقق الرباعية مرة أخرى ليجمع بين الدوري والكأس وبطولة أفريقيا والبطولة العربية، وهو ما يعكس قوة الفريق في هذه المرحلة. وفي نهاية هذا الموسم احترف عبد الله عبد السلام صانع ألعاب الأهلي في نادي سيسلي تريفزو الإيطالي، وهو ما أضعف الأهلي قليلًا وجعله يخسر الدوري في 2008 م والكأس في 2009 م، وبالإضافة لخسارة بطولة أفريقيا مرتين في النهائي وخسارة البطولة العربية في 2009 م.
ولكن لأن زعيم مصر وأفريقيا لا يعرف سوى الأمجاد، فسرعان ما عاد في موسم 2009–10 ليحقق موسمًا تاريخيًّا آخر بتحقيق الرباعية المفضلة بالجمع بين الدوري وكأس مصر والبطولة العربية والبطولة الأفريقية. وخاض الأهلي في هذا الموسم 54 مباراة فاز في 53 مباراة ولم يخسر إلا مباراة واحدة تحصيل حاصل في المرحلة التمهيدية.
وبذلك يكون الأهلي خلال تاريخه حقق الرباعية 4 مرات مواسم: 1995–96 و2002–03 و2005–06 و2009–10، مع العلم أنه لا يوجد فريق مثلًا استطاع تحقيق الثلاثية فما بالك بالرباعية.
بعد هذا الموسم تفكك الفريق باعتزال حمدي الصافي واحتراف عبد الله عبد السلام في تركيا وأحمد صلاح في روسيا ورحيل وائل العايدي للمنافس، وساهمت هذه التنقلات في ظهور الجيل الحالي للنادي الأهلي بقيادة كل من أحمد قطب وحسام يوسف وعبد الحليم عبو وأحمد عبد العال ومحمد معوض وأحمد سعيد.
شهدت الفترة من 2015 إلى 2017 انتقال نجوم الأهلي السابقين نتيجة بعض الخلافات مع الإدارة لنادي طلائع الجيش، وكان الفريق بمثابة فريق رديف للأهلي، وحققوا خلال الـ3 سنوات بطولة الدوري مرتين وبطولة الكأس مرتين وبطولة أفريقيا عام 2016.
وكانت اللعبية التي انتقلت للأهلي هم: أحمد صلاح وعبد الله عبد السلام ومحمد الحسيني وعمر نجيب وممدوح عبد الرحيم ومحمود رؤوف ومحمود الكومي.
لم يستطع الأهلي حصد لقب الدوري 3 مرات متتالية ونفس الأمر بالنسبة لكأس مصر، ولكن حتى في عز هذه الأزمة استطاع الأهلي حصد لقب بطولة أفريقيا مرتين أعوام 2015 و2017 وكلاهما من الأراضي التونسية.
وفي عام 2017–18، عاد الأهلي للهيمنة من جديد بالفوز بثلاثية الدوري والكأس وأفريقيا بدون خسارة مباراة واحدة طوال الموسم.
وتعتبر حصيلة الأهلي في هذه الحقبة خلال الفترة من 2002 حتى 2018: الدوري (11) مرة، بالإضافة لكأس مصر (12) مرة، ولقب بطولة أفريقيا للأندية (8) مرات، ولقب البطولة العربية للأندية (4) مرات، لتكون هذه الحقبة هي الأفضل في تاريخ الأهلي بلا منازع بالإضافة للمشاركة في بطولة العالم للأندية في 3 مناسبات: أعوام 2010 و2011 و2015.
ومن أبرز لاعبي الأهلي خلال هذه المرحلة (2000 حتى 2010): أحمد صلاح، عبد الله عبد السلام، محمد السيد، حمدي الصافي، ماجد مصطفي، محمد مصيلحي، أسامة قمصان، حسام شعرواي، محمد عبد الرحمن، وائل العايدي، محمود رؤوف.
(2010 – حتى الآن): أحمد قطب، حسام يوسف، عبد الحليم عبو، أحمد عبد العال، أحمد سعيد، محمد عادل، محمد معوض، محمد عبد المنعم.
وفي 23 أبريل 2024 أحرز الأهلي لقب بطولة إفريقيا للكرة الطائرة للأندية للمرة 16 في تاريخه بالفوز على ضيفه مولودية بوسالم التونسي بثلاثة أشواط متتالية، ليتأهل الأهلي للمشاركة في كأس العالم للأندية المقرر إقامتها بالهند في ديسمبر المقبل.

## الشعار
في 3 نوفمبر 1917 م، قام محمد شريف صبري بك عضو النادي وخال الملك فاروق بتصميم أول شعار للأهلي، وكان عبارة عن شكل بيضاوي مزين بتـاج الملك المصري في الطرف الأعلى وهو يرمز للحكم الملكي بمصر آنذاك، وفي الأسفل كتب (النادي الأهلي)، وفي الوسط كان النسر المحلق، وفي عام 1952 م وعقب قيام ثورة يوليو وتغيير رمز الدولة رفع الأهلى التاج عن شعاره، واقتصر على النسر. وبعدها أعلن الرئيس جمال عبد الناصر قبوله الرئاسة الشرفية للنادي الأهلي في 17 يناير عام 1956 م ؛ تقديرًا للدور الوطني الذي لعبه الأهلي في مساندة الثورة وتدريب الفدائيين، وقد تم الإعلان عن الشعار الثالث في مئوية تأسيس الأهلي في 2007 م حيث تم تغييره قليلًا وأضيفت عبارة (نادي القرن) أسفله باللغة الإنجليزية.

من 1907 إلى 1952 م
من 1952 إلى 2007 م
الشعار الحالي للأهلي منذ 2007 م

## تشكيل اللاعبين
| قائمة موسم 2018–19        | قائمة موسم 2018–19        | قائمة موسم 2018–19        | قائمة موسم 2018–19        | قائمة موسم 2018–19        | قائمة موسم 2018–19        |
| فريق الأهلي للكرة الطائرة | فريق الأهلي للكرة الطائرة | فريق الأهلي للكرة الطائرة | فريق الأهلي للكرة الطائرة | فريق الأهلي للكرة الطائرة | فريق الأهلي للكرة الطائرة |
| الرقم                     | الاسم                     | تاريخ الميلاد             | المركز                    | الطول                     | الوزن                     |
| ------------------------- | ------------------------- | ------------------------- | ------------------------- | ------------------------- | ------------------------- |
| 4                         | أحمد صلاح                 | 19/08/1984                | ضارب مركز 2               | 197 سم                    | 87 كجم                    |
| 15                        | أحمد قطب                  | 23/07/1991                | ضارب مركز 2               | 202 سم                    | 86 كجم                    |
| 12                        | حسام يوسف                 | 16/02/1988                | معد                       | 203 سم                    | 97 كجم                    |
| 2                         | عبد الله عبد السلام (C)   | 10/10/1983                | معد                       | 198 سم                    | 85 كجم                    |
| 3                         | عبد الحليم عبو            | 03/06/1989                | حائط صد                   | 211 سم                    | 88 كجم                    |
| 5                         | عبد الرحمن سعودي          | 21/08/1997                | حائط صد                   | 206 سم                    | 100 كجم                   |
| 1                         | عبد اللطيف عثمان (V       | 13/08/1983                | حائط صد                   | 202 سم                    | 90 كجم                    |
| 10                        | محمد عادل                 | 01/05/1994                | حائط صد                   | 211 سم                    | 105 كجم                   |
| 13                        | محمد عبد المنعم           | 11/01/1986                | لاعب مركز 4               | 195 سم                    | 91 كجم                    |
| 9                         | سيرجي بورتسيف             | 23/02/1989                | لاعب مركز 4               | 198 سم                    | 83 كجم                    |
| 11                        | أحمد عبد العال            | 01/03/1989                | لاعب مركز 4               | 185 سم                    | 85 كجم                    |
| 18                        | أحمد سعيد                 | 7/12/1994                 | لاعب مركز 4               | 190 سم                    | 79 كجم                    |
| 19                        | يوسف حمدي الصافي          | 27/08/2000                | لاعب مركز 4               | 195 سم                    | 72 كجم                    |
| 7                         | محمود رءوف                | 12/05/1985                | لاعب مركز 4               | 196 سم                    | 90 كجم                    |
| 6                         | محمد مصطفى محمد           | 3/4/2008                  | لاعب مركز 6               | 173 سم                    | 52 كجم                    |
| 14                        | محمد معوض                 | 26/08/1987                | ليبرو                     | 194 سم                    | 90 كجم                    |
| 17                        | محمد رمضان                | 01/07/1995                | ليبرو                     | 185 سم                    | 76 كجم                    |

## انتقالات اللاعبين
- انتقالات موسم 2018–19

| المنضمين - أحمد صلاح قادم من طلائع الجيش - محمود رءوف قادم من طلائع الجيش - سيرجي بورتسيف قادم من دينامو بوخاريست | المغادرين - شكري الجويني للترجي التونسي - كريم فرج لهيلوبوليس - أحمد حمادة لطلائع الجيش (على سبيل الإعارة) - مروان شوقي للطيران (على سبيل الإعارة) |

## النادي الأكثر تتويجًا بالألقاب القارية في الكرة الطائرة
| الترتيب | الفريق               | الألقاب | القارة  | التفاصيل |
| ------- | -------------------- | ------- | ------- | --- |
| 1       | الأهلي المصري        | 22      | أفريقيا | (16) أفريقيا أبطال الدوري + (6) أفريقيا أبطال الكئوس                                                                                |
| 2       | سيسكا موسكو الروسي   | 16      | أوروبا  | (13) دوري أبطال أوروبا + (3) السوبر الأوروبي                                                                                        |
| 3       | مودينا الإيطالي      | 13      | أوروبا  | (4) دوري أبطال أوروبا + (3) كأس الاتحاد الأوروبي + (5) كأس التحدي الأوروبي + (1) كأس السوبر الأوروبي                                |
| 4       | تريفيزو الإيطالي     | 12      | أوروبا  | (4) دوري أبطال أوروبا + (2) كأس الاتحاد الأوروبي + (4) كأس التحدي الأوروبي + (2) كأس السوبر الأوروبي                                |
| 5       | بارما الإيطالي       | 10      | أوروبا  | (2) دوري أبطال أوروبا + (3) كأس الاتحاد الأوروبي + (2) كأس التحدي الأوروبي + (2) السوبر الأوروبي + (1) بطولة العالم للأندية للطائرة |
| 6       | زينيت كازان          | 7       | أوروبا  | (6) دوري أبطال أوروبا + (1) بطولة العالم للأندية للطائرة                                                                            |
| 7       | كرويزرو البرازيلي    | 7       | CSV     | (4) دوري أبطال أمريكا الجنوبية + (3) بطولة العالم للأندية للطائرة                                                                   |
| 8       | ترينتينو الإيطالي    | 7       | أوروبا  | (3) دوري أبطال أوروبا + (4) بطولة العالم للأندية للطائرة                                                                            |
| 9       | بيمنتو فولي الإيطالي | 7       | أوروبا  | (3) كأس الاتحاد الأوروبي + (2) كأس التحدي الأوروبي + (3) كأس السوبر الأوروبي                                                        |
| 10      | بايكان طهران         | 7       | آسيا    | (7) دوري أبطال آسيا |

## مشاركات الأهلي القارية
| 1981 | البطل           | بدأت عام 1989   |
| 1982 | لم تقام البطولة | بدأت عام 1989   |
| 1983 | البطل           | بدأت عام 1989   |
| 1984 | الوصيف          | بدأت عام 1989   |
| 1985 | لم يشارك        | بدأت عام 1989   |
| 1986 | لم يشارك        | بدأت عام 1989   |
| 1987 | الوصيف          | بدأت عام 1989   |
| 1988 | لم يشارك        | بدأت عام 1989   |
| 1989 | ربع النهائي     | نصف النهائي     |
| 1990 | لم يشارك        | البطل           |
| 1991 | لم يشارك        | البطل           |
| 1992 | لم يشارك        | لم يشارك        |
| 1993 | نصف النهائي     | لم يشارك        |
| 1994 | لم يشارك        | لم يشارك        |
| 1995 | البطل           | البطل           |
| 1996 | البطل           | البطل           |
| 1997 | البطل           | البطل           |
| 1998 | لم يشارك        | لم تقام البطولة |
| 1999 | نصف النهائي     | لم تقام البطولة |
| 2000 | لم يشارك        | البطل           |
| 2001 | لم يشارك        | الوصيف          |
| 2002 | لم يشارك        | لم يشارك        |
| 2003 | البطل           | لم يشارك        |
| 2004 | البطل           | لم يشارك        |
| 2005 | لم يشارك        | لم تقام البطولة |
| 2006 | البطل           | لم يشارك        |
| 2007 | نصف النهائي     | ألغيت البطولة   |
| 2008 | الوصيف          | ألغيت البطولة   |
| 2009 | الوصيف          | ألغيت البطولة   |
| 2010 | البطل           | ألغيت البطولة   |
| 2011 | البطل           | ألغيت البطولة   |
| 2012 | نصف النهائي     | ألغيت البطولة   |
| 2013 | لم يشارك        | ألغيت البطولة   |
| 2014 | الوصيف          | ألغيت البطولة   |
| 2015 | البطل           | ألغيت البطولة   |
| 2016 | ربع النهائي     | ألغيت البطولة   |
| 2017 | البطل           | ألغيت البطولة   |
| 2018 | البطل           | ألغيت البطولة   |

## موسم الثلاثية 2017–18

### الدوري المصري 2017–18
| الجولة | الفريق      | الذهاب | العودة |
| ------ | ----------- | ------ | ------ |
| 1 & 8  | الطيران     | 3–0    | 3–0    |
| 2 & 9  | سبورتنج     | 3–0    | 3–1    |
| 3 & 10 | 6 أكتوبر    | 3–0    | 3–1    |
| 4 & 11 | الاتحاد     | 3–0    | 3–0    |
| 5 & 12 | الزمالك     | 3–2    | 3–1    |
| 6 & 13 | سموحة       | 3–0    | 3–0    |
| 7 & 14 | طلائع الجيش | 3–0    | 3–0    |

| الترتيب | الفريق      | لعب | فوز – هزيمة | اأشواط (له – عليه) | النقاط |
| ------- | ----------- | --- | ----------- | ------------------ | ------ |
| 1       | الأهلي      | 14  | 14–0        | 42–5               | 41     |
| 2       | الزمالك     | 14  | 11–3        | 37–13              | 33     |
| 3       | طلائع الجيش | 14  | 10–4        | 31–13              | 30     |
| 4       | الطيران     | 14  | 8–6         | 24–25              | 23     |
| 5       | سموحة       | 14  | 7–7         | 26–26              | 22     |
| 6       | سبورتنج     | 14  | 4–10        | 18–32              | 13     |
| 7       | الاتحاد     | 14  | 2–12        | 9–37               | 6      |
| 8       | 6 أكتوبر    | 14  | 0–14        | 6–42               | 0      |

### بطولة أفريقيا للأندية أبطال الدوري 2018
| # | الجولة                 | الفريق          | النتيجة |
| - | ---------------------- | --------------- | ------- |
| 1 | دور المجموعات مجموعة أ | نيمو ستار       | 3–0     |
| 2 | دور المجموعات مجموعة أ | البوليس         | 3–0     |
| 3 | دور المجموعات مجموعة أ | السجون          | 3–0     |
| 4 | دور المجموعات مجموعة أ | ريد سكين        | 3–0     |
| 5 | دور المجموعات مجموعة أ | الأمل الكونغولي | 3–0     |
| 6 | ربع النهائي            | الخدمات الكيني  | 3–1     |
| 7 | نصف النهائي            | سموحة           | 3–0     |
| 8 | النهائي                | طلائع الجيش     | 3–0     |

| # | الجولة      | الفريق      | النتيجة |
| - | ----------- | ----------- | ------- |
| 1 | دور 32      | الحوّار      | 3–0     |
| 2 | دور الـ16   | الشمس       | 3–0     |
| 3 | ربع النهائي | دمنهور      | 3–0     |
| 4 | نصف النهائي | الزمالك     | 3–0     |
| 5 | النهائي     | طلائع الجيش | 3–0     |

## ديربي القاهرة (رقم قياسي)
دائمًا يفرض الأهلي سيطرته على كل البطولات ولكن هذه المرة فرض سيطرته بقوة علر ديربي القاهرة الذي يقام بين الأهلي والزمالك ؛ حيث حقق الأهلي الفوز في 6 مباريات متتالية على الزمالك في موسم 2009–10 ولم يخسر أي مباراة، وحقق الأهلي في هذه الـ6 مباريات (3) بطولات مباشرة هي الدوري والكأس والبطولة الأفريقية.
| ترتيب | التاريخ         | النتيجة | الأشواط                                     | المسابقة                               |
| ----- | --------------- | ------- | ------------------------------------------- | -------------------------------------- |
| 1     | 1 يناير 2010    | 3–2     | (25–18)، (23–25)، (23–25)، (30–28)، (16–14) | الدوري المصري (ذهاب المرحلة التمهيدية) |
| 2     | 5 فبراير 2010   | 3–1     | (28–26)، (23–25)، (25–20)، (25–23)          | الدوري المصري (إياب المرحلة التمهيدية) |
| 3     | 24 مارس 2010    | 3–1     | (25–20)، (20–25)، (31–29)، (25–22)          | الدوري المصري مرحلة الحسم ذهاب         |
| 4     | 1 إبريل 2010    | 3–1     | (25–27)، (25–20)، (25–18)، (25–22)          | نهائي كأس مصر                          |
| 5     | 12th April 2010 | 3–1     | (22–25)، (38–36)، (25–19)، (25–21)          | الدوري المصري مرحلة الحسم إياب         |
| 6     | 29 إبريل 2010   | 3–1     | (25–20)، (21–25)، (25–16)، (25–15)          | نهائي البطولة الأفريقية                |

## المدربين
قائمة بأسماء مدربين الفريق الأول رجال للكرة الطائرة في السنوات الأخيرة
| التاريخ    | الاسم              |
| ---------- | ------------------ |
| 2016– الآن | محمد مصيلحي        |
| 2015–2016  | أحمد زكريا         |
| 2009–2015  | إبراهيم فخر الدين  |
| 2005–2009  | نور عطية           |
| 2001–2004  | فؤاد عبد السلام    |
| 1995–2001  | إبراهيم فخر الدين  |
| 1993–1995  | توفيق شهاب         |
| 1985–1993  | فؤاد عبد السلام    |
| 1984–1985  | هشام بدراوي        |
| 1981–1984  | إبراهيم فخر الدين  |
| 1980–1981  | توفيق شهاب         |
|            | علي رفاعي          |
|            | توفيق شهاب         |
|            | وحيد هنداوي        |
|            | عبد اللطيف إبراهيم |

## اللاعبين البارزين
| - 01- أحمد صلاح - 02- عبد الله عبد السلام - 03- حمدي الصافي - 04- محمد مصيلحي - 05- هاني مصيلحي - 06- عماد الدين فاروق - 07- ممدوح إسماعيل - 08- فؤاد عبد السلام - 09- عمرو علواني - 10- فكري الزناتي | - 11- أحمد الشموتي - 12- إبراهيم فخر الدين - 13- أيمن رشدي - 14- ماجد مصطفي - 15- محمود فرج - 16- رءوف عبد القادر - 17- نور عطية - 18- توفيق شهاب - 19- رينج لوال - 20- أحمد زكريا | - 21- أسامة قمصان - 22- محمد عبد الرحمن - 23- وائل العايدي - 24- محمود شعراوي - 25- جابر عبد السلام - 26- شان ألكسندر - 27- إيهاب فخر الدين - 28- نبيه صلاح - 29- ياسر صلاح - 30- خالد الشموتي |

## صالة النادي الأهلي
بعد سنوات عديدة بدون صالة مغطاة خاصة بالنادي وجد النادي الأهلي ضرورة ملحة لإنشاء صالة للتسهيل على فرق كرة اليد والسلة والطائرة وتنس الطاولة وباقي الألعاب. أول مرة بحث الأهلي إمكانية إنشاء الصالة كانت في عام 1978 م، ولكن بسبب بعض الصعوبات المالية توقف المشروع حينها. ولكن عاد الأهلي في 4 فبراير 1994 م ليفتتح صالته المغطاة في حفل مهيب في حضور رئيس النادي الأهلي وقتها صالح سليم.
 حفل الافتتاح 
بعد سنوات عديدة من الانتظار حقق الأهلي حلمه وبنى صالته المغطاة، وفي 4 فبراير 1994 م افتتح الأهلي رسميًّا الصالة في حفل افتتاح كبير، بدأ الحفل بكلمات من رئيس مجلس إدارة الأهلي في ذلك الوقت صالح سليم وأعلن أن اسم القاعة سيكون «قاعة الأمير عبد الله الفيصل» بسبب جهوده العظيمة وحبه العظيم للأهلي، وكان ذلك بحضور ابنه محمد الفيصل وحصل على ميدالية تذكارية.
أول مباراة أقيمت على صالة الأهلي الرياضية كانت مباراة كرة السلة بين الأهلي والاتحاد السكندري، بعد ذلك أقيمت مباراة كرة قدم خماسية بين لاعبي الأهلي القدامى ضد لاعبي الإسماعيلي القدامى، وشارك محمود الخطيب وأبو جريشة في تلك المباراة.